# Keiseria lunaris
Keiseria lunaris är en tvåvingeart som beskrevs av Lindner 1968. Keiseria lunaris ingår i släktet Keiseria och familjen vapenflugor.
Artens utbredningsområde är Madagaskar. Inga underarter finns listade i Catalogue of Life.